# Щоб ви зробили…
Що б ви зробили (англ. Would You Rather) — фільм американського режисера Дейвіда Ґай Леві. Жанр фільму — психологічна драма, інколи жанр стрічки визначають як трилер. У ролі однієї з головних героїнь у фільмі знялася музикант, письменник, громадський діяч, колишня порноакторка Саша Грей.